# Муминов, Талгат Аширович
Талгат Аширович Муминов (20.08.1953) — известный врач-фтизиатр, учёный, педагог, доктор медицинских наук, профессор, Академик HAH PK, член Международного Союза борьбы против туберкулеза и легочных болезней, Академик Гамбургской академии медицины и профилактики, Польской медицинской академии, президент Ассоциации фтизиатров РК.

## Биография
Родился 20 августа 1953 года в городе Шымкент.
В 1976 году окончил Алматинский государственный медицинский институт.
В 1983 году защитил кандидатскую диссертацию по специальности «Фтизиатрия». В 1992 году защитил докторскую диссертацию.

## Трудовая деятельность
С 1984 по 1994 год работал ассистентом, заведующим кафедрой Алматинского института усовершенствования врачей.
С 1994 по 1995 год работал в Министерстве здравоохранения Республики Казахстан начальник отдела.
С 1995 по 2008 год ректор Казахского национального медицинского университета им. С. Д. Асфендиярова.
С 2008 по 2010 год директор Казахского НИИ дерматологии и венерологии.
С 2010 г. по настоящее время — профессор кафедры фтизиатрии КазНМУ.

## Научная деятельность
Автор более 280 научных публикаций, в том числе 30 монографий и учебников, 3 словарей медицинских терминов, 4 республиканских научных докладов и 2-томного атласа «Дифференциальная диагностика туберкулеза легких». Подготовил
9 докторов наук и 16 кандидатов наук.
Основные направления научных исследований: изучение биохимических основ патологических процессов в соединительной ткани легких больных туберкулезом легких, отдельных генно-молекуляриых аспектов устойчивости микобактерий туберкулеза.
- «Клиническое значение иммунобактериальной оценки резистентности организма человека в условиях хронической микробактериальной инфекции» (1998)
- «Легочные инфильтры» (1999), «Русско-казахский медицинский словарь» (1999)
- «Фтизиатрия» (1998)
- «Лечение туберкулеза легких в современных условиях», «Туберкулез в регионе влияния ракетно-ядерного полигона» (2002)
- «Туберкулез, ВИЧ, сифилис и другие заболевания в пенитенциарных учреждениях» (2002)
- «Вирусные гепатиты. 2002; Дифференциальная диагностика туберкулеза легких» (2003)
- «Окружающая среда и доказательная профилактическая медицина» (2005) и др.

## Награды и звания
1. Доктор медицинских наук (1992)
2. Профессор (1994)
3. Академик HAH PK (2004)
4. Орден «Құрмет»
5. Золотой медаль им. Альберта Швейцара за гуманизм и вклад в развитие медицинской науки. (Польская медицинская академия 1998)
6. Нагрудный знак «Отличник здравоохранения Республики Казахстан» (2000)
7. Нагрудный знак «Почетный работник образования» Республики Казахстан (2003)
8. Лауреат премии «Платиновый Тарлан»